# تكسيمي أورتاسون
تكسيمي أورتاسون (بالإسبانية: Txemi Urtasun)‏ مواليد 30 أبريل 1984 في بنبلونة، هو لاعب كرة سلة إسباني. بدأ مسيرته الاحترافية في سنة 2002. يلعب في الدوري الإسباني لكرة السلة. يبلغ طوله 6 قدم 4 بوصة (1.9 م).

## المسيرة الاحترافية
لعب مع بلباو باسكت في الدوري الإسباني في موسم 2002–2003، ثم لعب مع دي لا بالما في موسم 2003–2004، ثم لعب مع باسكت سرقسطة 2002 في الدوري الإسباني في موسم 2004–2005، ثم لعب مع بريوغان في موسم 2005–2006، ثم لعب مع سان سباستيان غيبوثكوا بي سي في الدوري الإسباني في موسم 2006–2007، ثم لعب مع سي بي إستوديانتس في سنة 2007، ثم لعب مع ليون في الدوري الإسباني في موسم 2007–2008، ثم لعب مع أليكانتي من سنة 2008 إلى 2010، ثم لعب مع إشبيلية في الدوري الإسباني من سنة 2010 إلى 2012، ثم لعب مع بالونكيستو مالقا من سنة 2012 إلى 2014.

## روابط خارجية
- تكسيمي أورتاسون على موقع الاتحاد الدولي لكرة السلة (الإنجليزية)
- تكسيمي أورتاسون على موقع الدوري الإسباني لكرة السلة (الإسبانية)
- تكسيمي أورتاسون على موقع كرة السلة الأوروبية.كوم (الإنجليزية)
- تكسيمي أورتاسون على موقع DraftExpress.com (الإنجليزية)
- تكسيمي أورتاسون على موقع ريلجم (الإنجليزية)
- تكسيمي أورتاسون على موقع بروبوليرز (الإنجليزية)
- تكسيمي أورتاسون على موقع سبورتس رفرنس (الإنجليزية)